# Aaron Kissiov
Aaron Kissiov (* 17. Mai 2004 in Berlin) ist ein deutscher Schauspieler. Er wurde durch den 2014 erschienenen Film Der letzte Kronzeuge – Flucht in die Alpen bekannt.

## Leben
Kissiov ist der Sohn der Tänzer und Choreografen Amy Share-Kissiov und Stojan Kissiov und hat einen jüngeren Bruder. Seine Mutter ist Australierin, der Vater stammt aus Bulgarien. Er wächst in Berlin mehrsprachig auf.

## Filmografie
- 2011: SOKO Wismar – Später Frühling (Fernsehserie)
- 2011: Der Mann auf dem Baum
- 2011: Familie Windscheidt – Der ganz normale Wahnsinn
- 2012: Tarzan
- 2013: Der Medicus
- 2013: Christine. Perfekt war gestern! – Magic Moments (Fernsehserie)
- 2013: Pinocchio
- 2013: The Voices
- 2014: Dora Heldt: Unzertrennlich
- 2014: Der letzte Kronzeuge – Flucht in die Alpen (Fernsehfilm)
- 2014: Inga Lindström – Sterne über Öland
- 2014: Schuld: DNA
- 2016: Die wilden Kerle – Die Legende lebt
- 2017: Tatort: Goldbach
- 2017: Dr. Klein
- 2018: Liliane Susewind – Ein Tierisches Abenteuer
- 2020: Die Wolf-Gäng
- 2022: Souls (Fernsehserie)
- 2024: Hameln (Fernsehserie)